# Gilgel Gibe IV Dam
Gilgel Gibe IV Dam är ett vattenkraftverk i Etiopien. Det ligger i den sydvästra delen av landet, 400 km sydväst om huvudstaden Addis Abeba. Gilgel Gibe IV Dam ligger 1 958 meter över havet.
Terrängen runt Gilgel Gibe IV Dam är bergig norrut, men söderut är den kuperad. Runt Gilgel Gibe IV Dam är det ganska tätbefolkat, med 120 invånare per kvadratkilometer. Närmaste större samhälle är Felege Neway, 17,9 km sydost om Gilgel Gibe IV Dam. Omgivningarna runt Gilgel Gibe IV Dam är en mosaik av jordbruksmark och naturlig växtlighet.